# Cotuat
Cotuat (llatí Cotuatus) fou un gal del poble dels carnuts que va protagonitzar un episodi clau de la Guerra de les Gàl·lies el 52 aC quan, al costat de Conconetodumne, encapçalà un aixecament del seu poble tot atacant Cènabum, cosa que va portar a l'aixecament posterior d'altres pobles gals i a la campanya contra els romans liderada per Vercingetòrix. La resposta de Juli César a l'episodi de Cènabum fou la massacre de tots els habitants de la ciutat. Cèsar relata els fets al llibre VII dels seus Commentarii de Bello Gallico:
| «                                                                 | Quan arriba la data acordada, els carnuts, impulsat per Cotuatos i Conconnetodumnos, homes de qui no es podria esperar que follies, es llancen, a un senyal donat, contra Cènabum, massacrant els ciutadans romans que hi eren establerts per a comerciar, saquejant els seus béns; entre ells hi havia Caius Fufius Cita, honorable cavaller romà, a qui Cèsar havia confiat l'administració dels queviures. La notícia arriba ràpidament a totes les ciutats de la Gàl·lia. Efectivament, quan arriba quelcom d'important, quan es produeix un gran esdeveniment, els gals en proclamen la notícia a través del camp en diferents direccions; de l'un a l'altre, la recullen i la transmeten. Així ho varen fer aleshores; i allò que havia passat a Cènabum a l'alba fou conegut abans de la fi de la primera vigília a la terra dels arverns, a una distància de vora cent seixanta milles. | » |
| — Juli Cèsar, Comentaris sobre la Guerra de les Gàl·lies, VII, 3. | |   |